# تكرر مرئي هذياني
التكرر المرئي الهذياني هو نوع فرعي من التكرر المرئي، وهو اضطراب بصري يُعرَّف بأنه استمرار أو تكرار الصورة المرئية حتى بعد إزالة المنبه. التكرر المرئي هو مصطلح واسع يصف مجموعة من الأعراض التي تنقسم إلى التكرر المرئي الهذياني والتكرر المرئي الوهمي. يشير مصطلح التكرر المرئي الهذياني إلى إسقاط ذاكرة بصرية مشفرة بالفعل وتشبه الهلوسة المرئية المعقدة: إنشاء صورة بصرية مشكلة رغم عدم وجودها فعليًا.
عادة ما ينشأ التكرر المرئي الهذياني من الآفات أو النوبات القشرية الخلفية ويمكن أن يكون عرضًا لمرض عصبي خطير. يصف التكرر المرئي الهذياني الصور اللاحقة أو المشاهد التي تحدث وتكون طويلة الأمد وعالية الدقة ومتوازنة اللون. لا تعتمد الصور المتناهية الصغر عادةً على المعلومات البيئية وغالبًا ما تكون مصحوبة بعجز في المجال البصري متماثل اللفظ. يحدث التكرر المرئي الهذياني بشكل غير متوقع ويمكن أن تظهر الصور الثابتة في أي مكان في المجال البصري، بغض النظر عن موقع المنبه الأصلي. غالبًا ما يعاني المريض من نوبات قليلة من التكرر المرئي الهذياني. المواظبة البصرية هي مرادفة للتكرار المرئي. المصطلح من اليونانية: palin لـ «مرة أخرى» و opsia لـ «رؤية».

## العلامات والأعراض

### تكرار الصورة المشكلة
يشير تكرار الصورة المشكلة إلى كائن واحد ثابت يبقى ثابتًا في المجال البصري للفرد. تبدو هذه الآثار المرضية واقعية ولها نفس اللون والوضوح مثل الحافز الأصلي. يستمر الحس 15 ثانية على الأقل، لكنه قد يستمر لساعات أو أيام. على سبيل المثال، قد يرى المريض قطة، مع بقاء نسخة متطابقة من القطة ثابتة في مجال الرؤية لمدة 30 دقيقة. يشكو المريض عادة من ثبات أصابع الفاحص. غالبًا ما تحدث هذه الآثار اللاحقة في عجز المجال البصري ولكنها قد تحدث في أي مكان في المجال البصري، بغض النظر عن موقع المنبه الأصلي. لا يتأثر توليد الصور اللاحقة بالظروف الخارجية مثل طول التثبيت أو سطوع الحافز أو التباين أو الحركة. يمكن أن تظهر الصورة البينية مباشرة بعد رؤية الصورة الأصلية أو قد تتأخر في الوقت المناسب.

### تكرار المشهد
يشير مصطلح تكرار المشهد إلى رؤية مشهد قصير نمطي قد عرض مسبقًا ويعاد عرضه باستمرار لعدة دقائق. على سبيل المثال، قد يرى المريض شخصًا يرمي كرة، وبعد ذلك بساعة، يلاحظ نفس تسلسل الحركة يتكرر عدة مرات. عادة ما يكون للمشهد البصري نفس اللون والوضوح مثل الأصل. يعد فهمنا للذاكرة المرئية مشهدًا قصيرًا كوحدة للذاكرة، على غرار الصورة، وبالتالي فإن المثابرة على المشهد من المحتمل أن تكون مرتبطة ميكانيكيًا بمثابرة الصورة المشكلة.

### التضمين الفئوي
يشير التضمين الفئوي إلى رؤية كائن أو ميزة وتركيبه على أشياء أو أشخاص يمكن مقارنتهم. على سبيل المثال، بعد رؤية شخص يرتدي قبعة، تظهر نفس القبعة على كل شخص لاحق. أو يرى الشخص قمة المبنى ثم يدمجها في الجزء العلوي من الهياكل الأخرى المرئية. الصور المتناوبة لها نفس خصائص الجسم الأصلي، وعادة ما تستمر حلقات التضمين القاطع لبضع دقائق. يسلط الدمج القاطع الضوء على استخدام الدماغ للتركيبات لمعالجة المنبهات.

### انتشار بصري مطابق
يصف الانتشار البصري المطابق انتشار النمط في مجال الرؤية. على سبيل المثال، يرى المريض نمطًا متقلبًا على مصباح، والذي ينتشر بعد ذلك بشكل متواصل إلى أشياء مثل الأرضية أو المكتب. لا تؤثر القرائن السياقية على الانتشار البصري المنقوش، ما يميزها عن التضمين القاطع.

## المسببات
من بين الحالات التي نشرت من حَفَر البصر من الآفات أو النوبات القشرية الخلفية، وصف 93% من حالات التكرار المرئي الهذياني. قد يكون سبب التكرار المرئي الهذياني هو أنواع عديدة من الآفات القشرية الخلفية مثل الأورام، أو الاحتشاءات، أو النزيف، أو التشوهات الشريانية الوريدية، أو تمدد الأوعية الدموية، أو الخراجات، أو الأورام السلية. قد يكون التكرار المرئي الهذياني الناتج عن النوبات ثانويًا للآفة القشرية البؤرية أو قد يكون ثانويًا لاضطراب غير بنيوي. تشمل أسباب النوبات التي يُقال إنها تسبب حَوَل البصر الاضطرابات الأيضية (ارتفاع السكر في الدم، أو نقص الكارنيتين)، أو اضطرابات قناة الأيونات، أو مرض كروتزفيلد جاكوب، بالإضافة إلى النوبات المجهولة السبب.

## الفزيولوجيا المرضية
التكرار المرئي الهذياني هو خلل في الذاكرة البصرية، ناجم عن فرط استثارة قشرية موضعية أو فرط نشاط في المسار البصري الخلفي. قد تتسبب الآفات أو النوبات القشرية التالية للتركيبة في نزع الآفات القشرية، والتهيج القشري البؤري، وإفرازات الصرع، وهي الآليات المقترحة للتكرار المرئي الهذياني.